# Vasilije Stojanović Vasa
Vasilije Stojanović Vasa (en serbio cirílico: Василије Стојановић Васа; Vršac, 18 de enero de 1955) es un escultor y pintor serbio que vive y trabaja en Dortmund. Expone sus obras en todo el mundo y ha sido galardonado en varias ocasiones con premios internacionales.

## Biografía
Vasilije Stojanović, conocido en el mundo del arte por el apodo de Vasa, nació en Vršac y vive en Alemania desde 1976. Es un artista autodidacta. Es protésico dental de formación, pero su espíritu creativo prevaleció sobre la profesión que adquirió en la escuela. Es un gran conocedor de los metales preciosos, lo que le ayudó a crear hábilmente con ellos. Las esculturas que creó utilizando cubiertos son muy apreciadas en los encuentros europeos de arte. Su ornamentación le inspiró para crear figuras de oro, plata y bronce.
Sus obras se reconocen por la sinergia de técnicas y materiales específicos. También es característico de sus obras el uso intencionado de un cierto color. Participa en numerosas exposiciones en todo el mundo: en Bélgica, Luxemburgo, Mónaco, Reino Unido, Alemania, Estados Unidos, Japón, Catar y, sobre todo, en Serbia y Francia. En el festival "Artistes du Monde" de Cannes en 2015, recibió un premio por su obra completa, que le entregó la mecenas de este evento, Marina Picasso, nieta de Pablo Picasso. A continuación, presentó la escultura de bronce "Pez digital", que simboliza su protesta contra la digitalización universal.
La profesora adjunta de la Facultad de Arte Contemporáneo de Belgrado y conservadora de la Galería FSU, Irina Tomić, dijo sobre la obra de Stojanović: "Las esculturas de Vasilije Stojanović se crearon a partir de ideas, pero nunca perdieron la realidad de los sueños".
Según admite, Novak Djokovic es una gran inspiración para él.
Es padre de dos hijas.

## Premios y reconocimientos seleccionados
- Medalla de oro del público de escultura «Salvador del mundo» en la Exposición Internacional Arte en Miniatura (Belgrado, Serbia, 2014)[10]
- Premio a la labor global del festival Artistes du Monde (Cannes, Francia, 2015)
- Medalla de bronce de escultura «Mujer testaruda» (Fernelmont, Bélgica, 2016)[11]
- Primer premio para la escultura "Irland" en la exposición L'Art au Coeur de l'Europe (Illzach, Francia, 2017)
- Medalla de bronce para la escultura «Pavo» en la exposición Salon National des Artistes Animaliers (Bry-sur-Marne, Francia, 2017)[12]
- Medalla de oro en la exposición Salon contemporain Devil'Art-Dennes (Deville, Francia, 2018)